# GPTs
GPTs是以ChatGPT的人工智慧語言模型為基礎構建的可定製應用程式，能夠針對特定需求執行各類任務。使用者可在GPT商店中使用與創建GPTs，且無需具備程式設計知識即可輕鬆製作。截至2024年1月，已發佈的GPTs數量超過300萬個。

## 特點和用途
GPTs可依設定回答特定領域內的複雜問題、提供解決方案、傳遞圖像相關資訊或創造數位內容。它們能被設計為教育工具、購物指南、技術顧問等多種用途。
用戶可透過ChatGPT網頁中的GPT商店存取GPTs。點選「探索GPT」連結即可開啟商店，展示各類別中最受歡迎的GPTs。 商店內的GPTs根據不同類別分類，並採用類似蘋果的App Store或Google Play的用戶評分系統，評價最高的GPTs將排列於各類別頂端供用戶參考。 目前OpenAI共提供16種官方GPTs。根據《先锋报》報道，最受歡迎的GPTs類別包括個人助理、學習程式編寫、圖像生成、創意寫作、賭博和娛樂。
預計未來 GPT 的創作者可透過多種方式對其作品獲得收益。包括莫德納在內的企業正利用GPTs協助執行各項特定業務任務，其中該公司已為內部用途創建了750個GPTs。

## 配置
安裝GPTs操作簡便，用戶無需具備任何程式設計知識。免費用戶可使用現有的GPTs，但無法自訂或創建屬於自己的GPTs。
付費訂閱者則可點選「建立」連結，在該頁面上設定GPT的標題與描述，並可上傳圖片或請人工智慧根據標題與描述自動生成圖片。建立過程還包括指定 GPT 的目標與行為模式，以及設定「對話啟動語」，用以觸發GPT的運作。此外，用戶亦可選擇「新增動作」來觸發 API。GPTs的發布方式分為三類：公開、私有，以及僅限持有連結的用戶存取。

## 批評
GPTs的實施與使用也引發一些批評，主要針對倫理問題及生成資訊準確性方面。由於GPT商店缺乏有效審核機制，導致大量低品質 GPTs與垃圾內容湧現，這一點受到外界質疑與批評。此外，數據隱私與安全問題亦引發關注；由於GPTs可能會收集並使用個人資訊，其運作方式不盡透明，進而引起對資料保護及濫用風險的擔憂。